# عقل الجر
عقل الجر شاعر لبناني ولد في جبيل موطن أمه، ونشأ في يحشوش موطن أبيه, ودرس في مدرستي الحكمة والعلمانية ببيروت، وباشر الطب والحقوق ولم يُنهِ دراسة أيٍ منهما، ولم يقر رأيه على مهنة يزاولها، وراح يتنقّل بين مصر وباريس ولبنان، وفي آخر الأمر هاجر إلى البرازيل، وعمل في الصحافة ونظم الشعر، ثم أسس (النادي الفينيقي) الذي أصبح منتجع أهل الفكر والقلم، واشترك في تأسيس (العصبة الأندلسية) التي كان لها التأثير العميق في تشجيع الأدب وتوجيهه في أميركة اللاتينية. وقد توفي سنة 1945، ونُقل رفاته إلى جبيل سنة 1966، وبذلك تحقق أمنيته، وهو الذي قال:
| عقل الجر | وطـن بالـعيون نَسقـي ثـراه ... إن توانى الغمام في إمطاره إن حُرمنا من نعمة العيش فيه ... لا حُرمنا من مرقدٍ في جواره | عقل الجر |

لعقل الجُر ديوان شعر بعنوان «العناقيد» كما له مجموعة من المقالات والخُطب الاجتماعية والسياسية. وشعره يمتاز بكونه شعر العقل والفكر الذي تختلج فيه العاطفة الصادقة والوطنية الاغترابية اللبنانية بأشد ما فيها من حنين يُذكيه البُعد وتمدّه الذكريات، ولا سيّما إبان الحرب العالمية الأولى وقد حلّت بلبنان أشدّ الويلات فكان لها في حنين الشاعر جراح وزفرات. وهكذا كان شعر الجرّ حافلاً بالروح الوطنية، وصفاء التعبير، ومتانة الأسلوب. قيل فيه: 
| عقل الجر | هو أشدّ المحافظين على القواعد، المعجبين بأدب السلف إعجاباً يحمله على تقليده الرصين المباني، مع الانطلاق في المعاني إلى حيث شاءت فكرته المنيرة وعاطفته المشبوبة. | عقل الجر |